# 一週間の恋
『一週間の恋』（いっしゅうかんのこい）は、TBS系で2006年1月5日23:55-25:19(JST)に放送されたテレビドラマ。
『王様のブランチ』の出演者やブランチリポーターが多数出演。

## あらすじ
天使のアツシは“生きる希望を失った人間を幸せにする”という任務を淡々と行っていた。そんな彼の元へ新たなる任務の話が舞い込む。今回の対象者は彼氏に一方的に連絡を絶たれ、落ち込んでいる旅行会社のOL・葵りさだ。彼女の新しい恋を探すため人間界にやって来たアツシだったが、任務終了までの期間はわずか一週間だった…。

## キャスト
- アツシ（天使） - 斉藤祥太
- 葵りさ - 佐藤めぐみ
- 遠藤澄生 - 斉藤慶太
- 斉藤愛 - 安田美沙子
- 前沢智也 - 黄川田将也
- 天使・サリー - 小林麻耶（TBSアナウンサー）
- 天使・カツミ - 高野貴裕（TBSアナウンサー）
- ユウスケ - 平山広行
- 老人（大天使） - 藤村俊二

ほか

### スタッフ
- チーフプロデューサー - 貴島誠一郎
- ドラマ本編
  - 脚本 - 荒井修子
  - 監督 - 竹村謙太郎
  - プロデューサー - 上野かおる
- ドラマCM（この作品はスポンサーCMをドラマとして本編に挿入し、放送した）
  - 脚本 - 渡辺啓
  - 監督 - 田沢幸治
  - プロデューサー - 加藤章一
  - 協力スポンサー - 明治製菓、NTTドコモ、三菱自動車工業
- 製作 - ドリマックス・テレビジョン、TBS